# Mount Kammuri
Mount Kammuri (japanisch かんむり山 Kanmuri-yama, deutsch ‚Kronenberg‘) ist ein 340 m hoher Berg im ostantarktischen Königin-Maud-Land. An der Prinz-Harald-Küste ragt er 2,5 km südsüdöstlich des Mount Chōtō im Zentrum der Hügelgruppe Langhovde auf.
Vermessungen und Luftaufnahmen einer von 1957 bis 1962 durchgeführten japanischen Antarktisexpedition dienten seiner Kartierung. Die Benennung durch japanische Wissenschaftler erfolgte 1973. Diese übertrug das Advisory Committee on Antarctic Names 1975 in einer orthographisch inkorrekten Teilübersetzung ins Englische.